# Podomí
Podomí je obec v okrese Vyškov v Jihomoravském kraji. Žije zde 461 obyvatel.

## Historie

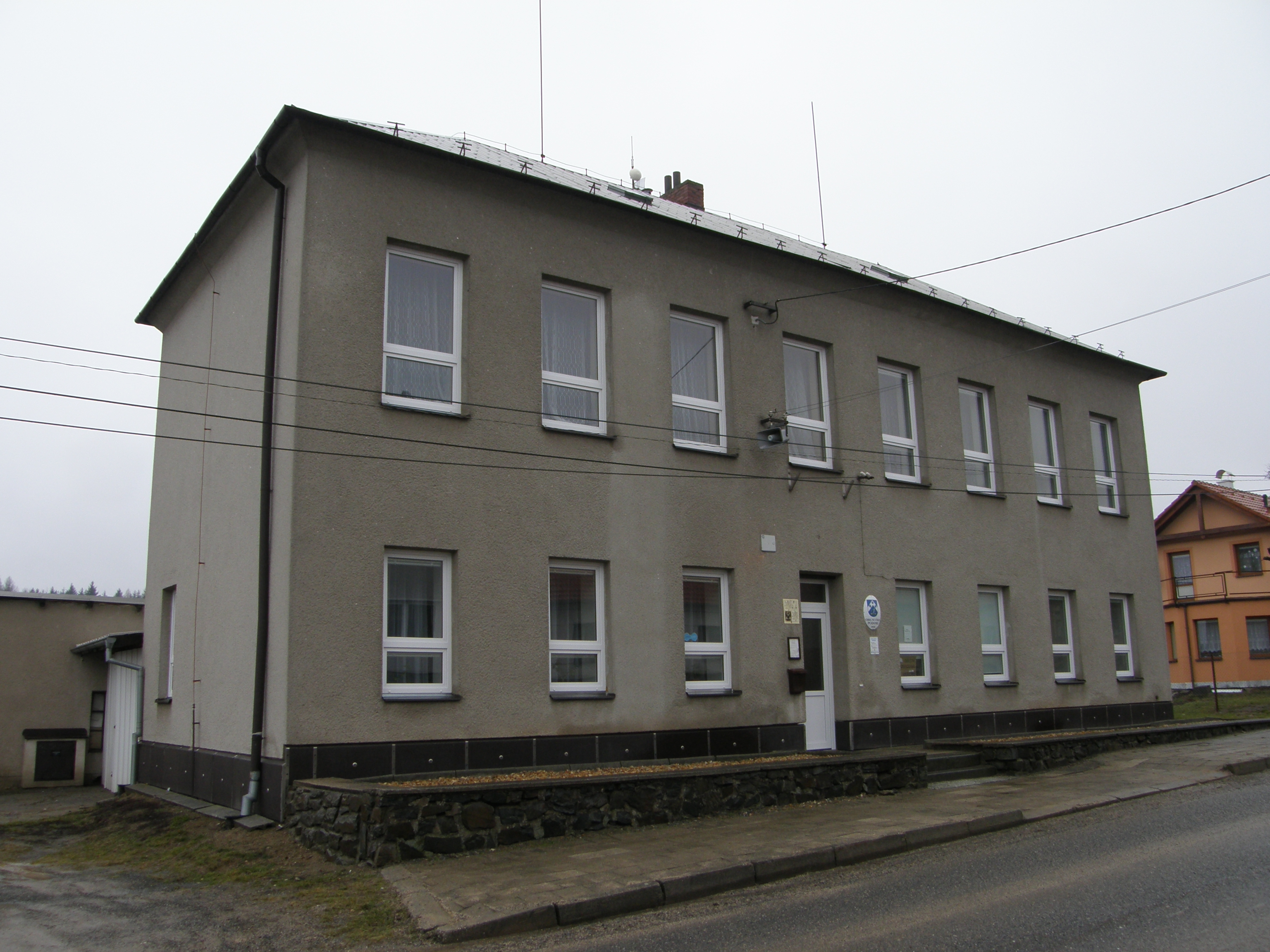
Obecní úřad (2009)

První písemná zmínka o obci pochází z roku 1349 (Boda), kdy je v moravských zemských deskách uskutečněn zápis o prodeji holštejnského panství, které od Čeňka z Lipé kupuje Vok I. z Holštejna. Podomí se na listině uvádí jako Boda. V majetku pánů z Holštejna byla ves až do roku 1437, kdy panství koupil Hynek z Valdštejna a Židlochovic. V této době po husitských válkách bylo Podomí pusté. V roce 1459 vesnici koupil Půta ze Sovince a Doubravice. V roce 1464 prodal západní polovinu Podomí spolu se Senetářovem, Kotvrdovicemi a pustými vesnicemi Dvorce a Budkovany Smilovi z Loděnice. Tato polovina vsi již nebyla obnovena a postupem času se stala součástí senetářovského katastru.
Východní polovina byla obnovena, v jejím držení se vystřídali Hynek z Popůvek a jeho dcera Markéta, Oldřich Přepický z Rychemberka, Vilém, Jan a Fridrich Dubčanští ze Zdenína, Bernard Drnovský z Drnovic a Vilím Jedovnický ze Želetavy. Roku 1576 získal Podomí majitel Račic Hanuš Haugvic z Biskupic a ves se tak stala natrvalo součástí račického panství. Roku 1580 panství koupil Bernard Petřvaldský z Petřvaldu, ale již jeho synovci Hanušovi bylo roku 1620 zkonfiskováno. Po něm se v držení panství a tedy i Podomí střídala cizí šlechta až do roku 1850, kdy se stala vesnice součástí okresu Vyškov. Součástí obce se stal katastr zaniklé vesnice Hamlíkov, která byla uvedena v roce 1596 jako pustá. Značný hospodářský rozvoj obce v 19. století znamenala textilní manufaktura rodu von den Bruchů, jehož zakladatel Jakob Leonard přišel do Podomí z města Eupen.
První soupis všech obyvatel se uskutečnil roku 1832. Podomí mělo v té době 65 domů, 415 obyvatel – z toho 212 mužů a 203 žen. V roce 1869 se Podomí stalo samosprávnou obcí, roku 1868 byla ve vsi zřízena škola. Roku 1880 došlo ke zřízení četnické stanice. V roce 1888 byla zahájena stavba nové obecné školy a založen také sbor dobrovolných hasičů. Za druhé světové války se stalo Podomí součástí tzv. „Vyškovské střelnice“ a bylo násilně vystěhováno. Nedaleko vesnice byly zbudovány betonové bunkry, které sloužily ke zkouškám při střelbách na pohyblivé cíle. Na konci druhé světové války stál za obcí zničený tank Tiger II, který předtím kryl ústup německých jednotek u Ruprechtova. Po ukončení německé okupace se občané mohli vrátit zpět do svých domovů.

## Obyvatelstvo

### Struktura
V obci k počátku roku 2016 žilo celkem 417 obyvatel. Z nich bylo 211 mužů a 206 žen. Průměrný věk obyvatel obce dosahoval 42,2 let. Dle sčítání lidu, domů a bytů provedeném v roce 2011, kdy v obci žilo 413 lidí. Nejvíce z nich bylo (18,6 %) obyvatel ve věku od 50 do 59 let. Děti do 14 let věku tvořily 16 % obyvatel a senioři nad 70 let úhrnem 4,1 %. Z celkem 347 občanů obce starších 15 let mělo vzdělání 40,9 % střední vč. vyučení (bez maturity). Počet vysokoškoláků dosahoval 10,1 % a bez vzdělání bylo naopak 0 % obyvatel. Z cenzu dále vyplývá, že ve městě žilo 207 ekonomicky aktivních občanů. Celkem 92,8 % z nich se řadilo mezi zaměstnané, z nichž 74,9 % patřilo mezi zaměstnance, 3,4 % k zaměstnavatelům a zbytek pracoval na vlastní účet. Oproti tomu celých 47,2 % občanů nebylo ekonomicky aktivní (to jsou například nepracující důchodci či žáci, studenti nebo učni) a zbytek svou ekonomickou aktivitu uvést nechtěl. Úhrnem 195 obyvatel obce (což je 47,2 %), se hlásilo k české národnosti. Dále 96 obyvatel bylo Moravanů a 1 Slovák. Celých 173 obyvatel obce však svou národnost neuvedlo.
Vývoj počtu obyvatel za celou obec i za jeho jednotlivé části uvádí tabulka níže, ve které se zobrazuje i příslušnost jednotlivých částí k obci či následné odtržení.
| Místní části   | Místní části | 1791 | 1834 | 1869 | 1880 | 1890 | 1900 | 1910 | 1921 | 1930 | 1950 | 1961 | 1970 | 1980 | 1991 | 2001 | 2011 | 2021 |
| -------------- | ------------ | ---- | ---- | ---- | ---- | ---- | ---- | ---- | ---- | ---- | ---- | ---- | ---- | ---- | ---- | ---- | ---- | ---- |
| Počet obyvatel | část Podomí  | 184  | 424  | 501  | 540  | 593  | 612  | 673  | 602  | 548  | 493  | 495  | 465  | 482  | 435  | 422  | 413  | 421  |
| Počet domů     | část Podomí  | 29   | 65   | 67   | 68   | 93   | 96   | 100  | 104  | 111  | 118  | 117  | 111  | 123  | 137  | 151  | 161  | 173  |

### Náboženský život
Obec je sídlem římskokatolické farnosti Krásensko. Ta je součástí děkanátu Vyškov – Brněnské diecéze v Moravské provincii. Při censu prováděném v roce 2011 se 142 obyvatel obce (34 %) označilo za věřící. Z tohoto počtu se 125 hlásilo k církvi či náboženské obci, a sice 118 obyvatel k římskokatolické církvi (29 % ze všech obyvatel obce). Úhrnem 98 obyvatel se označilo bez náboženské víry a 173 lidí odmítlo na otázku své náboženské víry odpovědět.

## Obecní správa
Mezi lety 1869–1963 Podomí bylo obcí v okrese Vyškov. V letech 1964–1990 patřilo jako část obce ke Krásensku-Podomí a od 1. července 1990 je opět samostatnou obcí.

### Obecní symboly
Znak a vlajka byly obci uděleny rozhodnutím předsedy Poslanecké sněmovny Parlamentu České republiky dne 9. prosince 2002.

## Pamětihodnosti
- Zvonice
- Kříž před zvonicí

## Osobnosti
S obcí jsou spjaty tyto osobnosti:
- Ervín Černý-Křetínský (1911–2001), místní rodák, český lékař a profesor Univerzity Karlovy v Praze. Přeživší ze Sachsenhausenu.
- František Opletal